# 마이크 로웰
마이클 ("마이크") 애버렛 로웰(Michael ("Mike") Averett Lowell, 1974년 2월 24일 ~ )은 미국의 전 프로 야구 선수로, 메이저 리그 베이스볼에서 3루수로 활약했다. 통산 13개의 시즌 동안 뉴욕 양키스(1998년)와 플로리다 말린스(1999년 ~ 2005년), 그리고 보스턴 레드삭스(2006년 ~ 2010년)에서 활약하였다.  레드삭스와 함께 콜로라도 로키스의 4개의 경기 휩쓸어짐에서 1개의 홈런, 6개의 득점과 도루와 함께 .400 점을 타구하여 2007년 월드 시리즈의 MVP로 임명되었다.

## 개인 생활
푸에르토리코 산후안에서 칼과 베아트리스 로웰에게 태어났다.  그의 부모는 쿠바에서 태어났고, 아일랜드와 스페인의 혈통이다.  그의 가족은 로웰이 4세때 플로리다주 마이애미로 이주하였다.  그는 언제나 자신을 쿠바계 미국인으로 신분을 증명하였다.  그는 사우스마이애미에 있는 에피패니 카톨릭 학교에서 초등교육을 받았다.  크리스토퍼 콜럼버스 고등학교에서 2학년생으로서 그는 대학 야구 팀으로 선발되었으나 경기를 가질 시간이 없자 자신의 주니어 해를 위하여 코랄 게이블스 고등학교로 전학을 갔다.
1992년 로웰은 자신이 야구 팀에서 스타 선수였으며 4.0의 성적 평균점을 가진 코랄 게이블스에 있는 코랄 게이블스 고등학교를 졸업하였다.  거기서 그는 그녀가 몇년 후 코치가 된 학교의 국내적으로 인정받은 케이블레츠 댄스 팀의 일원이었던 훗날의 부인 버티카를 만났다.  그들은 딸 알렉시스 일리아나 로웰과 아들 앤서니를 두었다.
로웰의 저서〈Deep Drive:A Long Journey to Finding the Champion Within〉이 2009년 5월 6일에 출판되었다.  1999년 2월 19일 로웰은 고환암과 진단되어 자신이 수술을 받는 동안 그해의 2달 가까이 놓치는 원인을 가져왔다.  하지만 후에 그는 회복되고 프로적으로 야구를 하러 갔다.  로웰 가족은 현재 플로리다주 파인크레스트에 거주하고 있다.

## 플로리다 국제 대학교 시절
로웰은 FIU 팬서스 야구 팀을 위하여 대학 야구를 하는 데 플로리다 국제 대학교에 수학하는 데 스포츠 장학금이 수여되었다.  1993년 그는 웨인스보로 제네럴스를 위하여 버지니아주의 셰넌도어 계곡 지방에서 대학 야구 리그인 밸리 야구 리그에서 활약하였다.  1994년 여름에 케이프코드 야구 리그에서 채텀 A's를 위하여 활약하였다.  그는 1997년 재정학에서 학사 학위와 함께 졸업하였다.
팬서스와 함께 3회의 올컨퍼런스 선수로 그의 유니폼 등번호 15는 영구 결번 되었다.  로웰은 1995년 뉴욕 양키스에 의하여 드래프트되었고, 결국적으로 1998년 시즌 동안 양키스와 함께 자신의 메이저 리그 베이스볼 데뷔를 하였다.

## 메이저 리그 경력

### 뉴욕 양키스
로웰은 1995년 메이저 리그 베이스볼 드래프트의 20번째 라운드에서 양키스에 의하여 드래프트되었다.  1998년에 그는 양키스를 위하여 9월의 소집 인원으로서 자신의 메이저 리그 베이스볼 데뷔하여 자신의 첫 타석에서 1루타를 치고 그 시즌에 8개의 경기에서 활약하였다.
포스트시즌 동안 로웰은 아무 출연에 이루지 않았으나 팀이 4개만의 경기에서 샌디에이고 파드리스를 상대로 1998년 월드 시리즈를 우승하면서 양키스를 위하여 시즌에서 늦게 데뷔함에 불구하고 아직도 자신의 첫 경력 월드 시리즈 링을 받았다.

### 플로리다 말린스
1999년 2월 1일 로웰은 마크 존슨과 에드 야놀을 위하여 플로리다 말린스로 이적되었다.  봄 훈련을 기다리는 동안 그는 자신이 고환암에 걸렸다는 것을 발견하여 2월 21일 수술을 받고 5월 29일 정렬로 복귀하였다.  그는 .253의 타구 평균, 12개의 홈런과 41개의 타점과 함께 자신의 시즌을 끝냈다.
로웰은 말린스에서 성공적인 세월을 가지고, 리그에서 엘리트층의 3루수들 중의 하나로서 자신을 설립하였다.  2001년 그는 18개의 홈런과 100개의 타점과 함께 끝냈다.
로웰은 2003년 거대한 시즌을 가지는 데 속도에 있었으나 8월 후순에 그는 몬트리올 엑스포스의 엑토르 알몬테에 의한 투구에 의하여 자신이 맞을 때 손을 부러져 그에게 32개의 경기를 놓치는 데 강요하였으나 32개의 홈런과 105개의 타점과 함께 시즌을 끝낼 수 있었다.  그는 미겔 카브레라에 의하여 대체되었다.  양키스를 상대로 6개의 경기에서 말린스가 2003년 월드 시리즈를 우승한 후, 로웰은 자신의 2번째 경력 월드 시리즈 링을 받았다.
2004년 그는 27개의 홈런과 85개의 타점과 함께 당시 경력 사상의 .293 점을 쳤다.  8개만의 홈런과 .298의 출루율과 함께 자신이 .236 점을 친 실망적인 2005년 시즌에 불구하고 로웰은 자신의 첫 골드 글러브 상을 수상하였다.  로웰은 또한 리그에서 2루타 3위를 하여 그 시즌에 총 47개의 2루타이다.
11월 21일 말린스는 그를 보스턴 레드삭스로 이적시켰으며, 레드삭스는 핸리 라미레스, 아니발 산체스, 헤수스 델가도와 하비 가르시아를 위한 교환에서 로웰, 조시 베켓과 길레르모 모타를 받았다.

### 보스턴 레드삭스

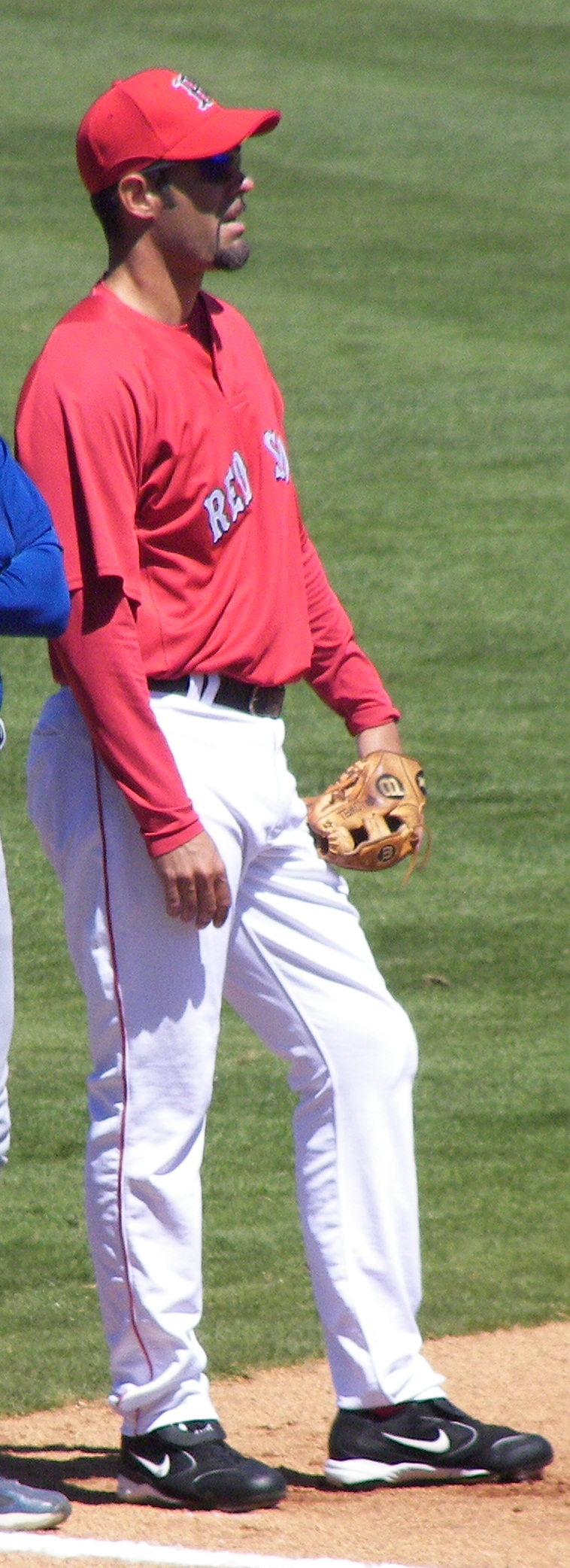
2007년 봄 훈련에서

말린스가 자신들이 로웰의 샐러리를 돋보이게 하지 않으면서 투수 조시 베켓을 이적시키지 않으려 한 이유로 레드삭스가 로웰가 그의 계약을 크게 고용하였어도 로웰은 2루타에서 링그를 이끌고 3루에서 완고한 방어를 마련한 당시를 위하여 2006년의 레드삭스의 일원으로서 기대한 것보다 더 나게 되어갔다.  로웰은 20개의 홈런과 80개의 타점과 함께 끝내고, 그는 자신의 포지션에서 최고의 필딩 퍼센티지를 위하여 에릭 차베스와 동점을 매겼다.
2007년 시즌은 로웰이 안타, 타점, 타구 평균, 출루율에서 경력 사상 기록들을 세우고 4년의 세월에 레드삭스가 자신들의 2번째 월드 시리즈를 우승하는 데 도움을 준 주요 역할을 한 그의 최고 시즌들 중의 하나로 전향하였다.  시즌 초기의 하이라이트들 중 하나는 로웰이 양키스를 상대로 연속적 홈런을 치는 데 4명의 레드삭스 선수들 중의 하나였을 때 4월 22일에 왔다.  전반전이 열리는 동안 로웰은 .300 점을 타구하고, 14개의 홈런(데이비드 오티스와 동점을 매김)과 63개의 타점과 함께 팀을 이끌었다.  이 상연은 선수의 비밀 투표에 투표된 준비 선수로서 그해의 아메리칸 리그 올스타 팀에 그에게 자리를 주는 도움을 주었다.
레드삭스가 아메리칸 리그 동부 디비전으로 그 선두를 보유하면서 로웰은 지속적으로 후반전이 열리는 동안 .350 점을 타구하여 팀을 연장하였다.  총 120개 타점의 그의 시즌은 개인적 최고 기록 만이 아니었으나 레드삭스의 3루수를 위한 프랜차이즈 기록으로 1977년 버치 홉슨의 총 112개 타점을 꺾었다.  로웰은 또다른 경력 사상의 .324 타구 평균, 21개의 홈런과 191개의 안타와 함께 끝내기도 하였다.
2007년 월드 시리즈가 열리는 동안 콜로라도 로키스를 상대로 휩쓴 4개의 경기에서 로웰은 하나의 홈런, 4개의 타점, 6개의 득점과 도루와 함께 .400 점을 쳤다.  로웰은 자신의 3번째 월드 시리즈 링을 얻고, 월드 시리즈의 MVP로 임명되었다.  그는 또한 월드 시리즈의 MVP로 임명되는 데 2번째 푸에르토리코 선수가 되었다.  (그 첫 선수는 로베르토 클레멘테였다.)  로웰은 동료 선수이자 전 말린스 선수 조시 베켓과 더불어 아메리칸 리그에서 한 팀, 그리고 내셔널 리그에서 다른 팀과 함께 월드 시리즈를 우승하는 데 각각 월드 시리즈의 MVP 상을 얻는 데 첫 듀오가 되었다.
시즌에 이어 로웰은 아메리칸 리그의 MVP 투표에서 5위를 하였다.  자신이 자유 계약을 위하여 제출되었어도 로웰은 37.5백만 달러 가치의 3년 계약을 맺은 후 레드삭스로 돌아왔다.
로웰은 2008년과 2009년 시즌 사이에 수술을 요구한 찢어진 절강이 삼순과 위기를 겪었다.  결과로서 그는 장애자 명단에 몇몇의 병역들을 보냈다.  부상은 레드삭스가 탬파베이 레이스에게 패한 아메리칸 리그 챔피언십 시리즈를 포함한 2008년 플레이오프들의 대부분을 놓치는 원인을 가져왔다.  그 일은 또한 2009년 월드 베이스볼 클래식에서 푸에르토리코를 대표하는 것으로부터 그를 간직하였다.  그는 자신을 건강하고 활약 컨디션에서 간직하는 순서에서 3루서에서 줄여진 시간을 보는 데 불구하고, 그해 레드삭스와 함께 활동으로 돌아왔다.  레드삭스가 클리블랜드 인디언스와 중반 시즌의 이적에서 빅토로 마르티네스를 취득한 후, 로웰의 활약 시간은 줄어들어 팀과 함께 그의 미래를 의심으로 던졌다.  시즌 후에 그 일은 레드삭스가 로웰을 이적시키는 시도를 한 것으로 사색하였다.
2009년 시즌에 이어 레드삭스와 텍사스 레인저스는 포수 맥스 라미레스를 위하여 로웰을 레인저스로 보내려 한 거래로 동의하였다.  하지만 거래는 로웰이 자신의 오른쪽 엄지손가락에 수술을 요구한 것을 레인저스가 발견할 때 그들에 의하여 취소되었다.  12월 30일 로웰은 성공적인 수술을 받았다.  그는 레드삭스와 남아있으며 자신의 수술에 이어 봄 훈련을 위하여 팀에 가입하였다.  2010년 4월 10일 로웰은 자신이 그해 시즌 후에 은퇴할 것 같다고 공고하였다.  그해 시즌에서 그는 1루와 3루에서 백업 내야수와 대타자로서 활약하였다.  8월 3일 2달 가까이 장애자 명단에 놓임으로부터 돌아온 후, 로웰은 펜웨이 파크에서 2득점 홈런을 쳤다.
10월 2일 레드삭스는 그해 메이저 리그 베이스볼 시즌이 완료된 후 로웰이 은퇴하면서 그에게 명예를 주었다.

## 이후의 경력
로웰은 MLB 네트워크에 분석자로 일하여 "MLB 투나잇"에 나왔다.
그는 또한 2016년 미국 야구 명예의 전당을 위한 비밀 투표에 나왔으나 0%의 투표를 얻었다.

## 영예
- 3회의 월드 시리즈 챔피언 (1998년, 2003년, 2007년)
- 2007년 월드 시리즈 MVP
- 4회의 올스타 (2002년 ~ 04년, 2007년)
- 토니 코닐리아로 상 수상 (1999년)
- 내셔널 리그 골드 글러브 상 3루수 (2005년)
- 올해의 TYIB 방어적 선수 (2006년)
- 재키 젠슨 상 (2006년)
- 3루수에 의한 가장 많은 타점을 위한 레드 삭스 프랜차이즈 싱글 시즌 기록 보유 (2007년)